# Чубатенко Руслан Валерійович
Русла́н Вале́рійович Чуба́тенко (19 серпня 1991 — 18 липня 2014) — молодший сержант 72-ї окремої механізованої бригади Збройних сил України, учасник російсько-української війни на Сході України.

## З життєпису
Народився 1991 року в селі Березняки Смілянського райоу Черкаської області. Закінчив Смілянське ПТУ № 5.
Учасник Євромайдану. Добровольцем піщов до лав ЗСУ 29 березня 2014 року. Командир бойової машини — командир відділення, 72-а окрема механізована бригада.
Загинув від численних поранень, яких зазнав в бою біля Савур-могили.
Похований 21 липня 2014-го в своєму селі. В останню дорогу проводили усім селом.
Без сина лишились батьки.

## Нагороди та вшанування
- 29 вересня 2014 року — за особисту мужність і героїзм, виявлені у захисті державного суверенітету та територіальної цілісності України, вірність військовій присязі під час російсько-української війни, відзначений — нагороджений орденом «За мужність» III ступеня (посмертно).
- 2014 року в Березняках на честь Руслана назвали вулицю та сквер.
- В липні 2015 року пам'ятний знак на честь Руслана Чубатенка встановили в Березняках[2].
- Спільним рішенням обласної ради та обласної державної адміністрації його посмертно нагороджено почесною нагородою «За заслуги перед Черкащиною».